# 张伯祥 (1918年)
张伯祥（1918年—2010年1月29日），男，山东莱芜人，中国人民解放军中将。

## 生平
1964年晋升为中国人民解放军少将军衔。1988年，授予中国人民解放军中将，曾任中央军委纪委副书记。
2010年1月29日，在北京逝世。。

## 家庭
女儿张小玲，高伟达集团公司董事。